# ترودي مكينتوش
ترودي مكينتوش (بالإنجليزية: Trudy McIntosh) هي لاعبة جمباز أسترالية، ولدت في 30 يوليو 1984 في غيلونغ في أستراليا.

## وصلات خارجية
- ترودي مكينتوش على موقع الاتحاد الدولي للجمباز (biography) (الإنجليزية)
- ترودي مكينتوش على موقع أوليمبيديا (الإنجليزية)
- ترودي مكينتوش على موقع اللجنة الأولمبية الأسترالية (الإنجليزية)
- ترودي مكينتوش على موقع اتحاد ألعاب الكومنولث (مؤرشف) (الإنجليزية)